# ولنتسی
ولنتسی (به لاتین: Velentsi) روستایی در بلغارستان است که در تریاونا واقع شده‌است.